# Água das Patas
Água das Patas es una localidad caboverdiana del municipio de Ribeira Brava.

## Geografía
La localidad está situada en la isla de São Nicolau.

## Organización territorial
La localidad abarca los lugares y barrios de:
- Alto de Esquina
- Cabeço de Água das Patas
- Canal
- Coxo de Água das Patas
- Mãe Velha
- Pico Agudo
- Topo